# Mohamed Nagy
Nagy Mohamed Ismail Afash (Damanhur, Behera, 30 de octubre de 1984), más conocido como Gedo, es un exfutbolista egipcio que jugaba como delantero.

## Trayectoria
Cuando tenía 17 años, se unió a Ala'ab Damanhour un pequeño club en la Segunda División egipcia, antes de unirse al Al-Ittihad Alexandria en 2005. En octubre de 2008, firmó una extensión de su contrato con Al-Ittihad hasta el año 2012. Sin embargo, a mediados de 2010 pasó al Al-Ahly, uno de los clubes con mayor historia del continente.
En enero de 2021 anunció su retirada tras llevar desde octubre de 2020 sin equipo después de abandonar El Gouna F. C.

## Selección nacional
Debutó con la selección en un amistoso frente a Malawi el 29 de diciembre de 2009.
Fue citado para disputar la Copa Africana de Naciones 2010 y admitió que estaba sorprendido por su inclusión en el equipo. 
Anotó su primer gol contra Malí, en un encuentro de preparación para la competición disputado en Dubái.
En el torneo su rendimiento no pudo ser mejor. Anotó 5 goles, lo que le permitió ser el goleador del certamen. Cabe destacar que siempre entró desde el banco de suplentes. Hizo el único gol en la final contra Ghana, obteniendo así la Copa Africana de Naciones por primera vez y la séptima de Egipto.

### Participaciones en Copa Africana de Naciones
| Copa Africana                  | Sede   | Resultado |
| ------------------------------ | ------ | --------- |
| Copa Africana de Naciones 2010 | Angola | Campeón   |

### Goles internacionales
| # | Fecha               | Lugar                         | Rival      | Gol | Resultado | Competición                       |
| - | ------------------- | ----------------------------- | ---------- | --- | --------- | --------------------------------- |
| 1 | 4 de enero de 2010  | Dubái, Emiratos Árabes Unidos | Malí       | 1-0 | 1-0       | Amistoso                          |
| 2 | 12 de enero de 2010 | Benguela, Angola              | Nigeria    | 3-1 | 3-1       | Copa Africana de Naciones 2010    |
| 3 | 16 de enero de 2010 | Benguela, Angola              | Mozambique | 2-0 | 2-0       | Copa Africana de Naciones 2010    |
| 4 | 25 de enero de 2010 | Benguela, Angola              | Camerún    | 2-1 | 3-1       | Copa Africana de Naciones de 2010 |
| 5 | 28 de enero de 2010 | Benguela, Angola              | Argelia    | 4-0 | 4-0       | Copa Africana de Naciones de 2010 |
| 6 | 31 de enero de 2010 | Benguela, Angola              | Ghana      | 1-0 | 1-0       | Copa Africana de Naciones de 2010 |

## Clubes
| Club                          | País       | Año       |
| ----------------------------- | ---------- | --------- |
| Ala'ab Damanhour              | Egipto     | 2002-2005 |
| Al-Ittihad Alexandria         | Egipto     | 2005-2010 |
| Al-Ahly                       | Egipto     | 2010-2015 |
| Hull City A. F. C. (préstamo) | Inglaterra | 2013-2014 |
| El-Entag El-Harby             | Egipto     | 2015-2016 |
| El Mokawloon                  | Egipto     | 2016-2018 |
| El Gouna F. C.                | Egipto     | 2018-2020 |

## Palmarés

### Títulos internacionales
| Título                       | Club    | País   | Año  |
| ---------------------------- | ------- | ------ | ---- |
| Copa Africana de Naciones    | Egipto  | Angola | 2010 |
| Liga de Campeones de la CAF  | Al-Ahly | Egipto | 2012 |
| Liga de Campeones de la CAF  | Al-Ahly | Egipto | 2013 |
| Supercopa de la CAF          | Al-Ahly | Egipto | 2013 |
| Supercopa de la CAF          | Al-Ahly | Egipto | 2014 |
| Copa Confederación de la CAF | Al-Ahly | Egipto | 2014 |

### Distinciones individuales
| Distinción                         | Año  |
| ---------------------------------- | ---- |
| Goleador Copa Africana de Naciones | 2010 |